# Protoma knockeri
Protoma knockeri is een slakkensoort uit de familie van de Turritellidae. De wetenschappelijke naam van de soort is voor het eerst geldig gepubliceerd in 1870 door Baird.